# Prix du Syndicat Français de la Critique/Bestes französisches Filmdebüt
Preisträger des vom Syndicat Français de la Critique de Cinéma et des Films de Télévision vergebenen Prix du Syndicat Français de la Critique in der Kategorie Bestes französisches Filmdebüt (französisch Meilleur premier long métrage français). Über die Vergabe entscheidet eine Jury bestehend aus Mitgliedern des Syndicat Français de la Critique de Cinéma et des Films de Télévision. Der Preis zeichnet traditionell Filme des Vorjahres aus.
| Jahr | Originaltitel                      | Deutscher Titel                        | Regie                                 |
| ---- | ---------------------------------- | -------------------------------------- | ------------------------------------- |
| 2002 | Ressources humaines                | Der Jobkiller                          | Laurent Cantet                        |
| 2003 | De l’histoire ancienne             | Schnee von Gestern                     | Orso Miret                            |
| 2004 | Se souvenir des belles choses      | Claire – Se souvenir des belles choses | Zabou Breitman                        |
| 2005 | Depuis qu’Otar est parti …         | Seit Otar fort ist…                    | Julie Bertuccelli                     |
| 2006 | Brodeuses                          | Die Perlenstickerinnen                 | Éléonore Faucher                      |
| 2007 | La petite Jérusalem                | Mein kleines Jerusalem                 | Karin Albou                           |
| 2008 | Le pressentiment                   | nicht bekannt                          | Jean-Pierre Darroussin                |
| 2009 | Persepolis                         | Persepolis                             | Marjane Satrapi und Vincent Paronnaud |
| 2014 | Les garçons et Guillaume, à table! | Maman und ich                          | Guillaume Gallienne                   |
| 2015 | Les combattants                    | Liebe auf den ersten Schlag            | Thomas Cailley                        |
| 2016 | Ni le ciel ni la terre             | nicht bekannt                          | Clément Cogitore                      |